# Колокольчики
Не путать с обычными колоколами и оркестровыми трубчатыми Колоколами.
Глокеншпилем также называется Карильон.
Колокольчики оркестровые, глокеншпиль (нем. Glockenspiel) — ударный музыкальный инструмент в виде набора металлических пластинок, уложенных в определённом порядке на резонаторный корпус. Звук извлекается двумя молоточками. Кроме обычных оркестровых колокольчиков существуют и клавишные колокольчики, схожие с челестой. Наряду с оркестровыми колоколами колокольчики имитируют колокольный звон. Классическая концертная версия этого инструмента имеет педаль c сурдина приглушения звука.

Оркестровые колокольчики в обиходе могут называться металлофоном, однако в профессиональной музыкальной среде это не принято.

## История
Инструмент получил своё название благодаря колокольчикам, использовавшимся изначально в его конструкции. Удары по ним наносились молоточками, управляемые при помощи клавиатуры. В середине XIX века они были заменены на металлические пластинки. В свою очередь пластинчатые колокольчики произошли от инструментов, использующихся на островах Юго-Восточной Азии (см. например Гендер), и завезённых в Европу голландскими колонизаторами в XVII веке.

## Описание
Колокольчики представляют собой набор настроенных по хроматике металлических пластинок, размещённых в два ряда на деревянной раме трапециевидной формы. Расположение пластинок на них аналогично расположению белых и чёрных клавиш фортепиано. Применяемый диапазон колокольчиков — от c2 до c5 (до второй октавы — до пятой октавы), на некоторых инструментах — шире. Играют на колокольчиках двумя маленькими металлическими молоточками или деревянными палочками с шаровидной головкой. У некоторых колокольчиков имеется демпфер, глушащий вибрирующие пластинки. Он активируется нажатием ногой на педаль.
Инструмент обладает светлозвенящим тембром в пиано и блестящим и ярким в форте.
В клавишных колокольчиках пластинки заключены в корпус наподобие маленького пианино, где имеется несложный механизм молоточков, передающий удары от клавиш к пластинкам. Клавишные колокольчики технически подвижнее простых, но проигрывают им в чистоте тембра и громкости.
С XIX века колокольчики часто применяются в симфоническом оркестре. Ноты для колокольчиков пишутся на две октавы ниже действительного звучания, в партитуре их партия пишется под партией колоколов, над партией ксилофона.
Примеры произведений с использованием колокольчиков: опера «Волшебная флейта» Моцарта, опера «Лакме» («Ария с колокольчиками») Делиба, Итальянское каприччио Чайковского, симфоническое скерцо «Ученик чародея» Дюка, Концерт для фортепиано с оркестром № 1 Des-dur Прокофьева, Концерт для кларнета с оркестром Хиндемита, «Tubular Bells».